# Surf rock
Surf rock – styl muzyczny, zapoczątkowany w latach 50. XX wieku w Stanach Zjednoczonych łączący elementy kultury surfingowej oraz rocka. Powszechnie uznawanym za pierwsze nagranie z gatunku jest utwór pt. „Movin’ and Groovin'” z repertuaru Duane’a Eddy’ego. Eddy uprawiał surfing, a tym samym przeniósł ekscytacje oraz ducha sportu w muzykę, stanowił on również inspirację dla wielu wykonawców gatunku. W późniejszym okresie rozwoju stylu surf rock poczęto nawiązywać do muzyki hiszpańskiej i samej muzyki latynoskiej w ogóle.
Jednym z „hymnów” muzyki surf rockowej oprócz utworu „Movin’ and Groovin'”, Eddy’ego jest aranżacja folkowej piosenki pt. „Misirlou” z 1962 w wykonaniu Dicka Dale’a. Utwór „Misirlou” został użyty w ścieżce dźwiękowej do filmu Pulp Fiction oraz został zsamplowany w kawałku Black Eyed Peas pt. „Pump It”. Powstały rok wcześniej utwór pt. „Let’s Go Trippin'” zawierał w sobie brzmnienia tradycyjnej środkowo-wschodniej muzyki arabskiej (muzyki arabskiej nauczył się od swojego wujka w Libanie) z wpływami muzyki meksykańskiej, dzięki czemu Dale otrzymał „mokre” gitarowe brzmienie.
Do wykonawców gatunku należą m.in. The Beach Boys, The Ghastly Ones, Al Casey, The Centurions, The Challengers, The Chantays, Dick Dale, Goons of Doom, Les Fradkin & Get Wet, Link Wray, Jetpack, The Lively Ones, Man or Astro-man?, Daikaiju, Marketts, The Mermen, The Nobility, The Pyramids, The Routers, The Surfaris, The Shadows, The Tornadoes, Smash Mouth, The Trashmen, The Ventures oraz The Ziggens.